# Korže
Korže je priimek v Sloveniji, ki ga je po podatkih Statističnega urada Republike Slovenije na dan 1. januarja 2010 uporabljalo 140 oseb.

## Znani nosilci priimka
- Ana Vovk Korže (*1967), geografinja, ddr., univ. profesorica, ekologinja
- Ančka Korže - Strajnar (1925 - 2017), knjižničarka, bibliografinja
- Benjamin Korže, slikar
- Branko Korže, gospodarski pravnik, prof. EF UL
- Jože Korže, strojni delovodja in politik
- Uroš Korže, ekonomist, menedžer